# Escuela de Barcelona (arquitectura)
La Escuela de Barcelona fue un movimiento arquitectónico desarrollado en Cataluña entre los años 1960 y 1970. La denominación fue propuesta por Oriol Bohigas en su artículo Una posible Escuela de Barcelona (revista Arquitectura, 1969), como forma de identificar a una nueva generación de jóvenes arquitectos surgida en el Principado por aquella época.
La Escuela de Barcelona fue heredera del Grupo R, del que continuará su labor renovadora en el campo de la arquitectura, con un espíritu moderno y afán de conexión con las corrientes internacionales. Una de sus principales fuentes de inspiración será el neorrealismo italiano. Entre sus miembros destacaron Federico Correa, Alfons Milà, Lluís Cantallops, Lluís Domènech, Ramon Maria Puig, Leandre Sabater, Lluís Nadal, Vicenç Bonet, Pere Puigdefàbregues, Enric Tous y Josep Maria Fargas.
El sello estilístico común de esta nueva generación de arquitectos es la búsqueda de un lenguaje arquitectónico lógico y estructurado, de líneas sencillas y formas innovadoras, aunque con un cierto reaprovechamiento de materiales constructivos tradicionales, como el ladrillo y la cerámica, y gran importancia otorgada al trabajo artesanal. Ponen especial énfasis en el diseño interior, así como en el urbanismo de sus edificaciones, que procuran situar en entornos amplios y ajardinados. Pretenden establecer un puente comunicativo entre la actividad arquitectónica y el pueblo, siguiendo las directrices de las teorías estructuralistas desarrolladas por Umberto Eco y Roland Barthes.
Obras destacadas de la Escuela de Barcelona fueron: el Edificio Monitor (1969-1970), de Federico Correa y Alfons Milà; la residencia de estudiantes Mare Güell (1963-1967), de Lluís Cantallops; y la Banca Catalana (1965-1968), de Enric Tous y Josep Maria Fargas. 